# Agathemeros (Koroplast)
Agathemeros (altgriechisch Ἀγαθήμερος) war ein griechischer Koroplast, der im 1. Jahrhundert v. Chr. in Myrina in Kleinasien tätig war.
Agathemeros ist nur von Signaturen auf zwei Tonstatuetten bekannt. Eine Statuette aus Amorgos zeigt den Gott Apollon mit einer Kithara und befindet sich heute im Archäologischen Nationalmuseum in Athen, die andere zeigt einen Hahn und befindet sich in den Staatlichen Antikensammlungen in München.